# Jean Manga-Onguéné
Jean Manga-Onguéné (* 12. Juni 1946 in Ngoulemekong) ist ein ehemaliger kamerunischer Fußballspieler und -trainer. 1980 wurde er zu Afrikas Fußballer des Jahres gewählt.

## Karriere
Jean Manga-Onguéné wurde im Osten Kameruns in der Nähe der Stadt Bertoua geboren und begann im Alter von zwanzig für Canon Yaoundé zu spielen. Manga-Onguéné spielte seine gesamte Karriere für Canon Yaoundé.
Manga-Onguéné trat für Kamerun bei den Fußball-Afrikameisterschaften 1970 und 1972 an. Außerdem Er betritt er vier
WM-Qualifikationsspiele.
2006 wurde er von der Afrikanischen Fußballföderation (CAF) zu den 200 besten afrikanischen Spielern der letzten 50 Jahre gewählt.
Von 1993 bis 1994 und von 1997 bis 1998 war Jean Manga-Onguéné Nationaltrainer Kameruns.

## Erfolge
- Kamerunischer Meister: 1970, 1974, 1977, 1979, 1980, 1982
- Kamerunischer Cupsieger: 1967, 1973, 1975, 1976, 1977, 1978
- Afrikapokal der Landesmeister: 1971, 1978, 1980
- Afrikanischer Pokal der Pokalsieger: 1979
- Afrikas Fußballer des Jahres: 1980